# Gerhard Frey (Politiker)

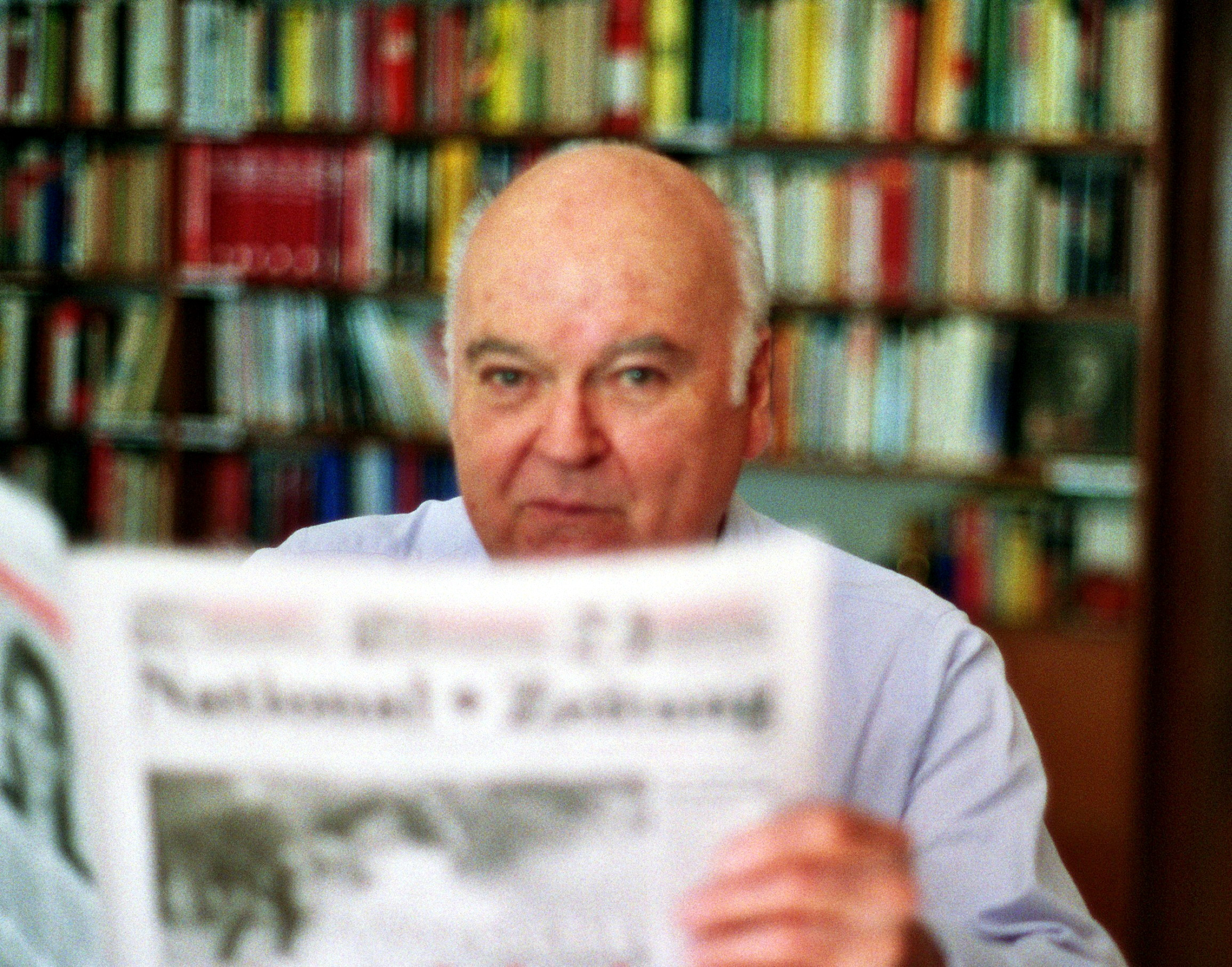
Gerhard Frey (2009)

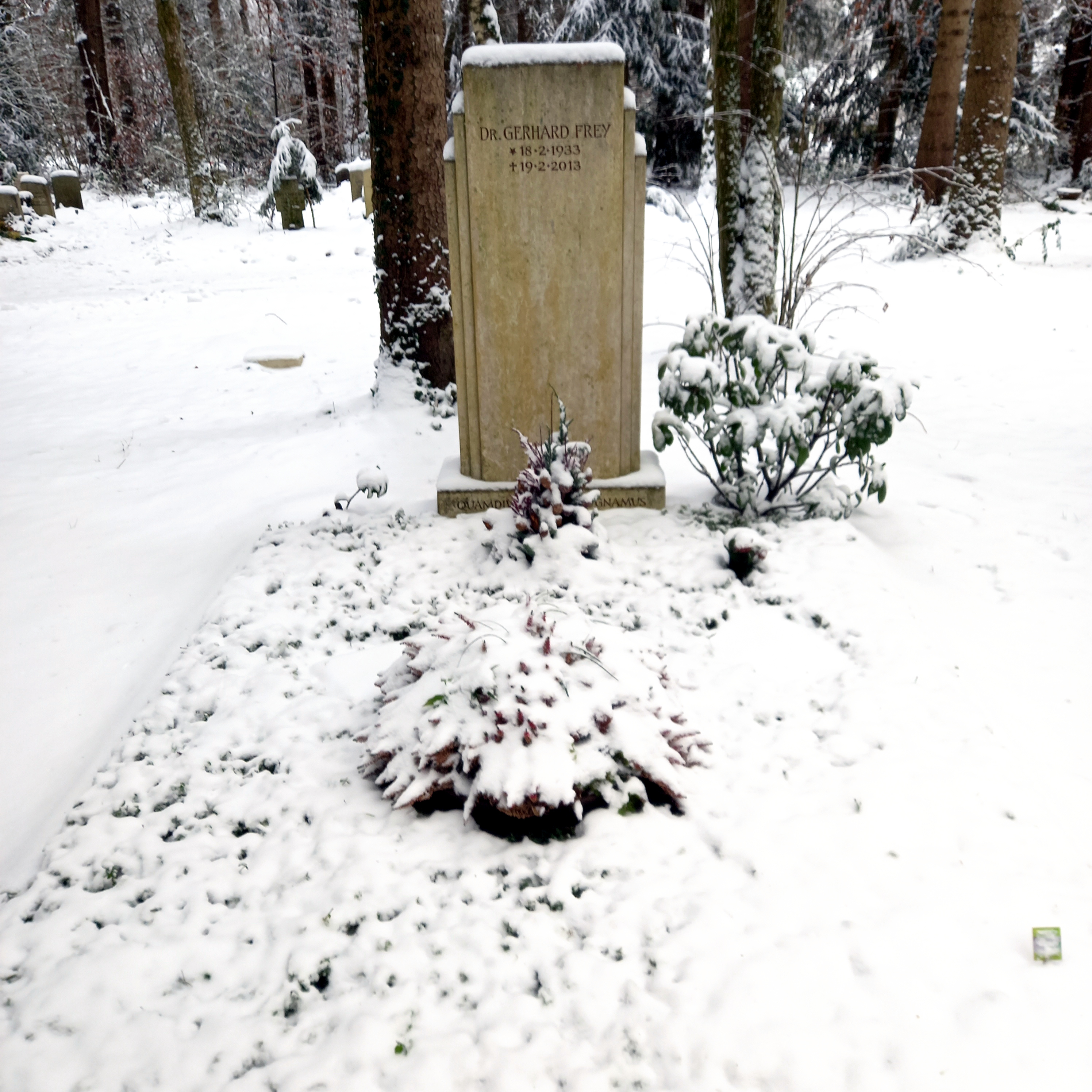
Das Grab von Gerhard Frey auf dem Waldfriedhof (München)

Gerhard Michael Frey (* 18. Februar 1933 in Cham in der Oberpfalz; † 19. Februar 2013 in Gräfelfing) war ein deutscher rechtsextremer Politiker, Journalist und Verleger mit bundesweit umfangreichem Immobilienbesitz. Von 1971 bis 2009 war er Bundesvorsitzender der von ihm gegründeten rechtsextremen Deutschen Volksunion (DVU), die zunächst als Verein und ab 1987 als Partei in Erscheinung trat.

## Familie und Jugend
Gerhard Frey stammte aus einer wohlhabenden Kaufmannsfamilie der Oberpfalz, in der eine konservative Gesinnung herrschte. Sein Vater Adalbert Frey (1889–1944) war Mitglied der Bayerischen Volkspartei und von 1919 bis 1929 Stadtrat in Cham, in beiden Weltkriegen Soldat (zuletzt Hauptmann) und gehörte 1919 dem Bayerwald-Bataillon an, einem der Freikorps, die auf Anordnung der sozialdemokratischen Regierung Hoffmann gegen die Münchner Räterepublik eingesetzt wurden.
Gerhard Frey hatte einen älteren Bruder, Adalbert jr., einen promovierten Nationalökonomen, der die familiären Kaufhäuser besaß und im Jahr 2006 verstarb.
Er war mit Regine Frey verheiratet; aus der Ehe sind vier Kinder hervorgegangen. Eine Tochter ist Juristin, ein Sohn Gerhard Emanuel Frey Rechtsanwalt. Frey wohnte in Gräfelfing bei München.

## Beruflicher Werdegang
Frey besuchte zunächst die Oberrealschule in seiner Heimatstadt Cham, dann vom 21. November 1945 bis 23. Oktober 1946  das Benediktinergymnasium Ettal. Nach dem Abitur in Cham studierte er Rechts- und Staatswissenschaften. Seine beiden Referendariatsjahre legte er bei der Regierung von Oberbayern ab. Es folgte ein zweijähriges Volontariat bei der Passauer Neuen Presse.
Am 12. Juli 1960 verlieh die Karl-Franzens-Universität Graz Frey den Grad eines Dr. rer. pol. Das Thema seiner „Inaugural-Dissertation zur Erlangung der rechts- und staatswissenschaftlichen Doktorwürde“ lautete: Die Handelsverflechtung Österreichs mit Deutschland. Freys Promotor war der Staatsrechtslehrer Erwin Melichar, der von 1977 bis 1983 Präsident des Verfassungsgerichtshofs der Republik Österreich war.
Frey erbte die Hälfte der familiären Kaufhauskette. Neben seinen Verlagen und Zeitungen besaß er eine Reihe von Mietshäusern in München-Pasing und Berlin.

## Presseorgane
Ab 1951 war Frey als freier Mitarbeiter für die Deutsche Soldaten-Zeitung aktiv, die in jenem Jahr von früheren Wehrmachtsoffizieren mit amerikanischer Unterstützung zur Förderung des Gedankens eines Verteidigungsbeitrages der Bundesrepublik gegründet worden war. Das Organ vertrat einen antisowjetischen Kurs und eine nationalistische Linie. Ab 1954 versiegten die Geldquellen der US-Regierung sowie des Bundespresse- und Informationsamts. 1958 gründete Frey die Druckschriften- und Zeitungsverlags GmbH (DSZ-Verlag) und erreichte, dass die Deutsche Soldaten-Zeitung, später in Deutsche National-Zeitung umbenannt, zur Hälfte in seinen Besitz überging. 1959 wurde er zum Herausgeber und Chefredakteur dieser Zeitung. Ab 1960 gehörte ihm das Blatt vollständig.
Frey versuchte, die National-Zeitung bundesweit zum Zentralorgan rechtsextremistischer Parteien und Verbände zu machen. Themenbereiche und Darstellungsformen reichten von Stimmungsmache gegen weitere Zuwanderung über Geschichtsrevisionismus bis hin zu Antisemitismus und Holocaustleugnung.
So half Frey mit Schlagzeilen wie „Judenvergasung widerlegt – Die große Auschwitz-Lüge“ oder „Judenvergasungen erfunden – US-Professor beweist die Wahrheit“ seit den 1950er Jahren bei der Verbreitung von Pamphleten der internationalen Holocaustleugnerszene. Frey organisierte 1976 mit der DVU eine geschichtsrevisionistische Kampagne, bei der er Hans-Ulrich Rudel und den US-amerikanischen Holocaustleugner Austin App als Redner auftreten ließ.
Frey bezog in seiner Zeitung während der Debatte über das Denkmal für die ermordeten Juden Europas öfter Stellung dagegen. Dabei gelang es seinem Blatt immer wieder, prominente Mitarbeiter zu gewinnen, beispielsweise den Psychologen Hans Jürgen Eysenck, der vor Hitler fliehen musste und in der National-Zeitung zahlreiche Aufsätze veröffentlichte, oder den Autor Moshe Menuhin und seinen Enkel Gerard Menuhin, der unter dem Titel Menuhin und wie er die Welt sieht eine Kolumne veröffentlichte. Hinzu kam 2002 ein Interview mit Noam Chomsky, dessen Authentizität jedoch zweifelhaft ist.
Frey konnte bundesweit umfangreichen Immobilienbesitz erwerben. In späteren Jahren kaufte er die Deutsche Wochenzeitung, die bis 1999 erschien. Dem DSZ-Verlag ist die Freiheitliche Buch- und Zeitschriftenverlags GmbH (FZ-Verlag) angegliedert. Geschäftsführerin des FZ-Verlags war seine Ehefrau Regine, die zuletzt den gesamten DSZ-Verlag leitete. Freys Tochter, eine Juristin, war ebenfalls in der Verlagsleitung tätig. Sein Sohn vertrat auch seine Partei und seinen Verlag als Rechtsanwalt vor Gerichten.

## Politische Karriere
1962 schlug die Gesamtdeutsche Partei (GDP) Frey eine Kandidatur auf ihrer Liste zur bayerischen Landtagswahl am 25. November 1962 vor. Wie die National-Zeitung vom 1. Juni 1962 berichtete, lehnte Frey das „ehrenvolle Angebot“ ab, weil der Aufbau der Zeitung seine Kraft erfordere. Zur Bundestagswahl 1969 bemühte sich Frey vergeblich darum, für die NPD als Kandidat aufgestellt zu werden. Im selben Jahr beantragte der damalige Bundesminister des Innern Ernst Benda beim Bundesverfassungsgericht, dass Frey das Grundrecht der Pressefreiheit wegen Missbrauchs nach Artikel 18 Grundgesetz verwirkt habe. Der Antrag wurde aber schließlich 1974 vom Bundesverfassungsgericht abgelehnt, da es eine auf die fdGO ausgerichtete Gefährlichkeit nicht ausreichend begründet sah. 1971 gründete er die Deutsche Volksunion (DVU), einen  Verein, den er als Auffangbecken für enttäuschte ehemalige NPD-Mitglieder konzipiert hatte und dessen Aktivitäten sich vor allem gegen Willy Brandts Ostpolitik wandten. 1975 wurde Frey Mitglied der NPD und versuchte vergeblich, zum stellvertretenden Bundesvorsitzenden gewählt zu werden; er wurde jedoch Beisitzer im Bundesvorstand. Dieses Amt gab er allerdings ein Jahr später wieder auf. Der Mitgründer der Partei und frühere Bundesvorsitzende Adolf von Thadden trat aus Verärgerung über Freys Wahl in den Bundesvorstand aus der Partei aus. 1979 kehrte auch Frey der NPD den Rücken. 1987 gründete er die DVU auch als Partei unter dem Namen Deutsche Volksunion – Liste D.
Die neu gegründete Partei ging bis Anfang der neunziger Jahre Bündnisse mit der NPD ein, die ab 2004 im sogenannten Deutschlandpakt erneuert wurden. Dazwischen war das Verhältnis zwischen beiden Parteien sehr angespannt. Frey finanzierte „seine“ Partei zu einem nicht unerheblichen Teil aus seinem Privatvermögen, was ihm einen autoritären Führungsstil ermöglichte. Der DVU gelang mehrfach der Einzug in Landesparlamente, jedoch kehrten viele DVU-Landtagsabgeordnete der Partei wegen des Führungsstils den Rücken, oft wird sogar von Fernsteuerung durch die Bundespartei berichtet. Deshalb wurde die DVU häufig auch als „Frey-Partei“ bezeichnet, manchmal auch als „Phantom-“ oder „virtuelle Partei“. Die Partei galt vielen als ein Macht- und Wirtschaftsinstrument von Frey, da auch keine klare Trennung zwischen Verlag, Zeitung und Partei bestanden habe. Die Mitgliederzahlen der Partei waren seit der Jahrtausendwende kontinuierlich rückläufig.
Auf dem Bundesparteitag im Januar 2009 kandidierte Frey nicht erneut für das Amt des Bundesvorsitzenden. Er blieb Herausgeber der National-Zeitung. Im Oktober 2010 spendete er der einst von ihm geleiteten Partei einen Betrag von über einer Million Euro, indem er auf die Rückzahlung eines von ihm gewährten Darlehens verzichtete. Eine Erklärung gab Frey dazu nicht ab. Möglicherweise wollte er der Fusion mit der NPD den Weg ebnen, da die Schulden der DVU dafür ein Hindernis dargestellt hatten.

## Kontakte
In seinem wöchentlichen Politorgan bekannte Frey immer wieder die gute Freundschaft, die ihn mit dem Chef des militärischen Geheimdienstes Abteilung Fremde Heere Ost im Dritten Reich Reinhard Gehlen verband, der später der erste Chef des westdeutschen Bundesnachrichtendienstes wurde. Gehlen wurde in der Amerikanischen Besatzungszone Süddeutschland von den US-Amerikanern im Rahmen des Kalten Krieges für eigene Zwecke übernommen und in den BND installiert.
Weitere Kontakte pflegte Frey zum britischen Holocaustleugner David Irving, zu Wjatscheslaw Iwanowitsch Daschitschew, zum Vlaams Belang, zu Jean-Marie Le Pen und zum  rechtsextremen russischen Politiker Wladimir Wolfowitsch Schirinowski. Frey war auch mit den CSU-Politikern Alfred Seidl (ehemaliger bayerischer Innenminister) und Theodor Maunz (Rechtsprofessor und Grundgesetz-Kommentator) eng verbunden, was bei letzterem allerdings erst nach dessen Tod bekannt wurde.
1976 stellte die Wehrsportgruppe Hoffmann gelegentlich Ordner für DVU-Veranstaltungen. Im folgenden Jahr bezahlte Frey eine Geldstrafe von Karl-Heinz Hoffmann in Höhe von 7920 DM. In der National-Zeitung wurde von einem „skurrilen Hobby des Wehrsport-Leiters“ und dessen „Maskeraden“ geschrieben.

## Außenwahrnehmung
Frey galt als öffentlichkeitsscheu. Er selbst wies diese Behauptung allerdings zurück:
„Dass unzählige Interviews mit mir, da nicht in das Konzept meiner Gegner passend, keine Veröffentlichung fanden, ist mir ebenso wenig anzulasten wie die Tatsache, dass nicht selten nur ein Halbsatz oder wenige Worte gebracht werden. Objektive Stimmen wundern sich, dass selbst bei stundenlangen Diskussionen über DVU-Wahlerfolge alle möglichen Kontrahenten sich äußern können, nicht aber ich. Wahr ist also, dass ich Jahr um Jahr null Mal Gelegenheit erhalte, im Fernsehen meine Auffassungen zu vertreten, was sich nur schwer dahin verdrehen lässt, ich würde es scheuen, meine Auffassungen bekannt zu geben.“
Frey war innerhalb der rechtsextremen Szene wegen seines kaufmännischen Kalküls umstritten. So warfen ihm zahlreiche Aktivisten in der Vergangenheit immer wieder vor, mehr an Geld als an Politik interessiert zu sein. Im Gegensatz dazu bezeichnete der einstige REP-Vorsitzende Franz Schönhuber die National-Zeitung als Freys „Steckenpferd“. Auch sei er nie dahintergekommen, warum Frey Millionen Mark für die Partei gespendet habe. Tatsächlich deuten die als Bundestagsdrucksachen veröffentlichten Rechenschaftsberichte der Partei nicht darauf hin, dass der von Haus aus wohlhabende Frey mit der Politik ein Geschäft machte.